# Каменець (Західнопоморське воєводство)
Каменець (пол. Kamieniec, нім. Schöningen) — село в Польщі, у гміні Колбасково Полицького повіту Західнопоморського воєводства.
Населення — 300 осіб (2011).
У 1975-1998 роках село належало до Щецинського воєводства.

## Демографія
Демографічна структура станом на 31 березня 2011 року:
|          | Загалом | Допрацездатний вік | Працездатний вік | Постпрацездатний вік |
| -------- | ------- | ------------------ | ---------------- | -------------------- |
| Чоловіки | 148     | 32                 | 106              | 10                   |
| Жінки    | 152     | 27                 | 96               | 29                   |
| Разом    | 300     | 59                 | 202              | 39                   |